# Narcetes erimelas
Narcetes erimelas är en fiskart som beskrevs av Alcock, 1890. Narcetes erimelas ingår i släktet Narcetes och familjen Alepocephalidae. Inga underarter finns listade i Catalogue of Life.